# Wafer (eletrônica)

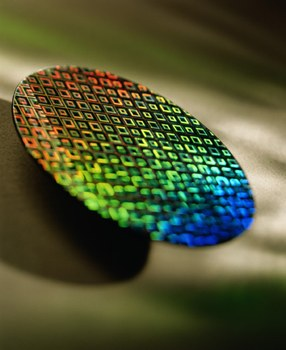
Um wafer de silício cortado

Na microeletrônica, um wafer (ou biscoito) é uma fina fatia de material semicondutor, assim como o cristal de silício, na qual micro-circuitos são construídos pela dopagem (por exemplo, a difusão ou implantação de íons), separação química com ácidos, e deposição de vários materiais. Wafers são uma peça importante para a construção de dispositivos semicondutores, assim como circuitos integrados.
Eles são feitos de tamanhos variados, de cerca de uma polegada (25,4 mm) até 11,8 polegadas (300 mm) e espessura da ordem de 0,5 mm. Geralmente, eles são provenientes do corte de uma barra pura de um material cristalizado, usando-se para o corte uma serra de diamante ou um fio desse mesmo material, e então polidos em uma ou nas duas faces.
Os wafers fazem parte do resultado final do processo de fabricação de processadores para computador: hoje em dia, aproximadamente cada wafer gera 400 microprocessadores.

## Formação
Wafers de alta pureza (99,9999999%, ou uma parte por bilhão) são formados , quase sem defeitos cristalinos do material. Um processo para a formação de biscoito cristalino é conhecido como crescimento Czochralski inventado pelo químico polonês Jan Czochralski. Neste processo, um cilindro de alta pureza de silício monocristalino é formado puxando-se uma semente de cristal do silício fundido sob uma atmosfera de gás inerte, geralmente argônio. Átomos de impureza dopante, como o boro ou o fósforo podem ser adicionados ao silício fundido em quantidades precisas a fim de dopá-lo, alterando seu tipo (positivo ou negativo) conforme a necessidade, na maioria das vezes é dopado positivamente.
O lingote é então cortado com uma lâmina ou fio de serra e polido para formar waffers. O tamanho dos biscoitos de energia fotovoltaica é 1–200 mm, e a espessura é de 200 – 300 mm. No futuro, 160 mm será o padrão. Componentes eletrônicos usam wafers de tamanhos entre 100 a 300 mm de diâmetro. A maior wafer produzida tem um diâmetro de 450 milímetros, mas ainda não está em produção)

## Propriedades de wafers
Wafers de silício estão disponíveis em uma variedade de tamanhos de 25,4 mm (1 polegada) até 300 mm (11,8 polegadas). Usinas de fabricação de semicondutores (fabs) são definidas pelo tamanho dos biscoitos que estão trabalhando para produzir. O tamanho aumentou gradualmente para melhorar o rendimento e reduzir o custo de uma fab estado da arte utilizando 300mm (12 polegadas), com o próximo padrão projetado para ser de 450 milímetros (18 polegadas). Intel , TSMC e Samsung estão separadamente conduzindo pesquisas para o advento de fabs "protótipo" de 450 milímetros, mas sérios obstáculos permanecem.
- 1 polegada.
- 2 polegadas (50,8 mm). Espessura de 275 μm.
- 3 polegadas (76,2 mm). Espessura de 375 μm.
- 4 polegadas (100 mm). Espessura de 525 μm.
- 5 polegadas (127 mm) ou 125 mm (4,9 polegadas). Espessura de 625 μm.
- 150 mm (5,9 polegadas, normalmente referido como "de 6 polegadas). Espessura de 675 μm.
- 200 mm (7,9 polegadas, normalmente referido como "8 polegadas). Espessura de 725 μm.
- 300 milímetros (11,8 polegadas, normalmente referido como "12 polegadas" ou wafer "tamanho pizza"). Espessura de 775 μm.
- 450 milímetros (18 polegadas). Espessura 925 μm (esperados).

Wafers cultivados com outros materiais de silício não são geralmente disponíveis em tamanhos acima de 100 mm, e têm espessuras diferentes do que uma bolacha de silício do mesmo diâmetro. A espessura do biscoito é determinada pela resistência mecânica do material utilizado, a hóstia deve ser grossa o suficiente para suportar o próprio peso, sem rachaduras durante o manuseio.
Com placas maiores, menos espaço marginal permanece nas bordas como uma porcentagem do espaço total e pode aumentar significativamente o rendimento por wafer. Esta é a base da mudança para maiores tamanhos de wafer. A conversão de wafers de 200 mm para wafers de 300 mm começou em 2000, e reduziu o preço em cerca de 30-40% por die. No entanto, isso não ocorreu sem problemas significativos para a indústria.
O próximo passo para 450 milímetros deve propiciar ganhos de produtividade semelhante ao aumento do tamanho anterior. No entanto, as máquinas necessárias para manipular e processar wafers maiores resultam em maiores custos de investimento para construir uma única fábrica. Há uma resistência considerável para mover até 450 mm até 2012, apesar do aumento de produtividade evidente, principalmente porque as empresas sentem que levaria muito tempo para recuperar o seu investimento. O difícil e custoso processo de 300 milímetros apenas representou cerca de 20% de todo o mundo capacidade numa base centímetros quadrados até o final de 2005. A etapa de até 300 mm é necessária uma grande mudança a partir do passado, com fábricas totalmente automatizadas usando wafers de 300 mm versus automatizadas fábricas apenas para a 200 milímetros bolachas. Esses grandes investimentos foram realizados na crise econômica após a bolha ponto.com, resultando em enorme resistência à modernização de 450 mm pelo prazo original.